# Kanton Saint-Paul-1
Kanton Saint-Paul-1 (francouzsky Canton de Saint-Paul-1) je francouzský kanton v departementu Réunion v regionu Réunion. Tvoří ho pouze část města Saint-Paul.